# Вех (остров)
Остров Вех, также известный как Пулау Вех или Пуло Вех (местное население обычно называет его «Сабанг» — по названию крупнейшего города) (индон. Pulau Weh) — небольшой вулканический остров к северо-западу от Суматры, принадлежащий Индонезии. Первоначально он был соединён с основной частью Суматры и отделился после последнего извержения его вулкана в эпоху плейстоцена. Остров расположен в Андаманском море. Самый большой город на острове, Сабанг, является одновременно самым северным и самым западным городом Индонезии.
Остров известен своей экосистемой: правительство Индонезии объявило 60 квадратных километров (23 квадратных мили) его территории и море вокруг острова областью охраны дикой природы. В водах около острова обитает редкая пелагическая большеротая акула, также остров является единственной средой обитания для находящихся под угрозой исчезновения жаб вида Bufo valhallae (род Bufo). Район кораллового рифа вокруг острова известен своим большим разнообразием видов рыб.
На территории острова расположен монумент Нулевой километр.